# 10. kongres SKH
10. kongres SKH održao se je proljeća 1986. u Zagrebu. 

## Kongres
Na ovom je kongresu izabrano predsjedništvo za mandatno razdoblje od 1986. do 1989. godine. Predsjedništvo su činili: predsjednik Stanko Stojčević, tajnik (sekretar) Drago Dimitrović, a ostali članovi bili su Celestin Sardelić, Tomislav Badovinac, Stjepko Gugić, Mladen Žuvela, Tomislav Ribarić, Nikola Lapov, Duško Dragun, Zvonimir Vrbanac, Ivo Gržetić, Mirjana Poček-Matić i Mira Korkut-Sladović. 
Za članove predsjedništva CK SKJ iz Hrvatske izabrani su Ivica Račan i Stipe Šuvar (v. Komunist, 1986.).
U SKH su se vremenom razvijale sve snažnije frakcijske borbe. To je jačalo prema kraju mandatnog razdoblja. Prevladavao je sukob između članstva sklonog reformama i stranačkih aktivista koji nisu bili za progresivnije promjene. U samom stranačkom vrhu, CK SKH-u, postojale su barem tri struje. Nejedinstvu je pridonijelo i to što članstvo CK SKH koje se protivilo politici Slobodana Miloševića nije bilo jedinstveno po pitanju višestranačja, jer je postojalo krilo koje nije htjelo da se uspostavi višestranački kog demokratskog sustava u Hrvatskoj.
Reformsko krilo u CK SKH htjelo je da se izgradi Hrvatska na demokratskim osnovama. Među vodećim ljudima reformskog krila bili su neki od istaknutih članova stranačkog vrha kao što su Drago Dimitrović, Celestin Sardelić, Stjepko Gugić, Milivoj Solar, Zorica Stipetić i dr.